# Cuatro lunas
Cuatro lunas (tj. Čtyři měsíce) je mexický hraný film z roku 2014, který režíroval Sergio Tovar Velarde podle vlastního scénáře. Film se skládá ze čtyř příběhů zachycujících osudy gayů různého věku žijících v Mexico City.

## Děj
Joaquín je úspěšný spisovatel a básník. V pokročilém věku má za své celoživotní dílo získat čestný doktorát na univerzitě. Joaquín má manželku, dvě dcery a vnoučata, přesto tajně vyhledává sex s muži. V sauně se seznámí s prostitutem Gilbertem, kterému zaplatí za sex. Joaquín se postupně o Gilbertovi dozví důvody, které ho vedou k prostituci.
Hugo a Andrés spolu žijí již deset let. Jejich vztah prochází krizí, když Andrés zjistí, že Hugo má poměr. Přesvědčí Huga, aby se na 14 dní zkusili svůj vztah urovnat. Hugo však v dosavadním vztahu již nevidí budoucnost.
Fito a Leo jsou dávní přátelé z dětství, kteří se náhodou setkají na univerzitě, kde oba studují. Jejich přátelství se postupně mění na hlubší vztah. Ani jeden z nich neměl doposud homosexuální zkušenost. Zatímco Fito se s jejich vztahem vyrovnává rychle, Leo má strach z odmítnutí okolím a rodinou, což mezi nimi vyvolává napětí.
Mauricio chodí na základní školu a je tajně zamilovaný do svého bratrance Olivera. Když to Olivier zjistí, roznese informaci mezi spolužáky a Mauricio je vystaven šikaně.

## Obsazení
| Antonio Velázquez      | Hugo      |
| Alejandro de la Madrid | Andrés    |
| César Ramos            | Fito      |
| Gustavo Egelhaaf       | Leo       |
| Alonso Echánove        | Joaquín   |
| Alejandro Belmonte     | Gilberto  |
| Karina Gidi            | Laura     |
| Gabriel Santoyo        | Mauricio  |
| Sebastián Rivera       | Oliver    |
| Juan Manuel Bernal     | Héctor    |
| Marta Aura             | Petra     |
| Mónica Dionne          | Aurora    |
| Astrid Hadad           | Alfonsina |
| Hugo Catalán           | Sebastián |
| Jorge Luis Moreno      | Enrique   |
| Luis Arrieta           | Alfredo   |
| Laura de Ita           | Amanda    |
| Joaquín Rodríguez      | Bruno     |
| Marisol Centeno        | Mariana   |
| Alejandra Ley          | Tania     |
| Héctor Arredondo       | Sacerdote |
| Ricardo Polanco        | Rolando   |
| Oscar Olivares         | Alejandro |
| Martín Barba           | Pepe      |